# Библиотекарь Конгресса
Библиотекарь Конгресса (англ. Librarian of Congress) — глава Библиотеки Конгресса, назначаемый президентом Соединенных Штатов по рекомендации и с согласия Сената Соединенных Штатов сроком на десять лет.. Библиотекарь Конгресса назначает американского поэта-лауреата и вручает премию Гершвина за популярную песню.
Библиотекарь Конгресса имеет широкие обязанности в отношении авторского права, включая электронные ресурсы и положения о добросовестном использовании, изложенные в Законе об авторском праве в цифровую эпоху. Библиотекарь определяет, подпадают ли определенные произведения под действие запретов DMCA в отношении защиты доступа к технологиям.
13 июля 2016 года Сенат США утвердил Карлу Хейден в качестве библиотекаря 74 голосами против 18 и она была приведена к присяге 14 сентября 2016 года.

## Происхождение
24 апреля 1800 года 6-й Конгресс США принял закон об ассигнованиях, подписанный президентом Джоном Адамсом, который создал Библиотеку Конгресса. Этот закон должен был служить «дополнительным положением о смещении и размещении правительства Соединенных Штатов». Пятый раздел закона специально создал Библиотеку Конгресса и обозначил некоторые из ее полномочий, прав и обязанностей. Закон предусматривал «приобретение книг для использования в Конгрессе, подходящее место в Капитолии для их размещения, совместный комитет для определения правил их отбора, приобретения и распространения», а также выделение 5000 долларов для новой библиотеки.
В 1802 году, через два года после создания библиотеки, президент Томас Джефферсон утвердил закон Конгресса, который учредил Управление библиотекаря и предоставил президенту право назначать новый офис. Вскоре после этого Джефферсон назначил своего бывшего менеджера кампании Джона Дж. Бекли первым библиотекарем Конгресса. Только в 1897 году Конгресс получил право утверждать кандидатуру президента. Этот же закон предоставил библиотекарю исключительную власть устанавливать правила учреждения и назначать сотрудников библиотеки.

## Полномочия и обязанности
С момента создания и до 2015 года должность библиотекаря не ограничивалась сроками службы и позволяла сотрудникам сохранять пожизненное назначение после подтверждения. Большинство библиотекарей Конгресса проработали до смерти или выхода на пенсию. За более чем два столетия с 1802 по 2015 год в Конгрессе было всего 13 библиотекарей, и в библиотеке «царила преемственность атмосферы и политики, которые редко встречаются в национальных учреждениях». В 2015 году Конгресс принял, а президент Барак Обама подписал закон «Акт о модернизации преемственности библиотекарей Конгресса 2015 года» Pub. L. 114-86, которые устанавливают ограничение на срок полномочий 10 лет с возможностью повторного назначения. Законодательство было воспринято как критика нежелания библиотекаря Джеймса Х. Биллингтона нанять постоянного директора по информационным технологиям для эффективного управления и обновления информационных технологий библиотеки.
Нет никаких законов или правил, определяющих квалификацию должностного лица. Должность библиотекаря Конгресса на протяжении всей его истории занимали кандидаты разного происхождения, образования и социального статуса. Политики, бизнесмены, писатели, поэты, юристы и профессиональные библиотекари служили библиотекарем Конгресса.
Однако в разные исторические эпохи были предложения о требованиях к должности.
В 1945 году Карл Витц, тогдашний президент Американской библиотечной ассоциации, написал письмо президенту Соединенных Штатов о должности библиотекаря Конгресса, которая недавно освободилась. Витц счел необходимым рекомендовать потенциальных библиотекарей. Витц заявил, что эта должность «требует высшего администратора, государственного деятеля, лидера в мире знаний, а также специалиста по сбору научных материалов и их систематизации для использования — короче говоря, выдающегося библиотекаря». В 1989 году конгрессмен майор Оуэнс (штат Нью-Йорк) внес законопроект, устанавливающий более строгие требования в отношении того, кто может быть назначен. Он утверждал, что назначенные библиотекари должны иметь специальную подготовку; законопроект не стал законом.

## Список библиотекарей Конгресса
| Нет. | Фото                                   | Библиотекарь                           | Лет в офисе | Назначен             |
| ---- | -------------------------------------- | -------------------------------------- | ----------- | -------------------- |
| 1    |                                        | Джон Дж. Бекли                         | -           | Томас Джеферсон      |
| 2    | Патрик Магрудер                        | Патрик Магрудер                        | -           | Томас Джеферсон      |
| 3    | Джордж Уоттерстон                      | Джордж Уоттерстон                      | -           | Джеймс Мэдисон       |
| 4    | Джон Сильва Михан                      | Джон Сильва Михан                      | 1829 — 1861 | Эндрю Джексон        |
| 5    | Джон Гулд Стивенсон                    | Джон Гулд Стивенсон                    | -           | Абрахам Линкольн     |
| 6    | Эйнсворт Рэнд Споффорд                 | Эйнсворт Рэнд Споффорд                 | -           | Абрахам Линкольн     |
| 7    | Джон Рассел Янг                        | Джон Рассел Янг                        | -           | Уильям МакКинли      |
| 8    | Герберт Патнэм                         | Герберт Патнэм                         | 1899 — 1939 | Уильям МакКинли      |
| 9    | Арчибальд Маклиш                       | Арчибальд Маклиш                       | 1939 — 1944 | Франклин Д. Рузвельт |
| 10   | Лютер Х. Эванс                         | Лютер Х. Эванс                         | 1945 — 1953 | Гарри С. Трумэн      |
| 11   | Лоуренс Куинси Мамфорд                 | Лоуренс Куинси Мамфорд                 | 1954 — 1974 | Дуайт Д. Эйзенхауэр  |
| 12   | Дэниел Дж. Бурстин                     | Дэниел Дж. Бурстин                     | 1975 — 1987 | Джеральд Форд        |
| 13   | Джеймс Х. Биллингтон                   | Джеймс Х. Биллингтон                   | 1987 — 2015 | Рональд Рейган       |
| -    | Дэвид С. Мао (Исполняющий Обязанности) | Дэвид С. Мао (исполняющий обязанности) | 2015 — 2016 | Барак Обама          |
| 14   | Карла Хайдена                          | Карла Хайден                           | 2016 -      | Барак Обама          |

## Примечание
1. ↑  https://www.loc.gov/about/about-the-librarian/
2. ↑  https://www.loc.gov/item/n80020417/james-h-billington-1929/
3. ↑  US Code, Title 2, Chapter 5, Section 136-1 - Appointment and term of service of Librarian of Congress. Cornell University: Legal Information Institute (5 ноября 2015). Дата обращения: 17 марта 2016. Архивировано 4 февраля 2021 года.
4. ↑  Roy, Blunt. S.2162 - 114th Congress (2015-2016): Librarian of Congress Succession Modernization Act of 2015. www.congress.gov (5 ноября 2015). Дата обращения: 11 ноября 2015. Архивировано 17 ноября 2015 года.
5. ↑  US Code, Title 17, Chapter 12, Section 1201 - Circumvention of copyright protection systems. Cornell University: Legal Information Institute. Дата обращения: 14 февраля 2014. Архивировано 7 октября 2020 года.
6. ↑  Section 1201: Exemptions to Prohibition Against Circumvention of Technological Measures Protecting Copyrighted Works. U.S. Copyright Office. Дата обращения: 14 февраля 2014. Архивировано 6 августа 2009 года.
7. ↑  Carla Hayden confirmed as 14th librarian of Congress — The Washington Post. Дата обращения: 7 октября 2020. Архивировано 2 марта 2017 года.
8. ↑  History of the Library of Congress. loc.gov. Library of Congress. Дата обращения: 19 марта 2016. Архивировано 6 октября 2020 года.
9. ↑  The Library of Congress a Documentary History. academic.lexisnexis.com. Lexis Nexis (1987). Дата обращения: 19 марта 2016. Архивировано 29 марта 2016 года.
10. ↑  https://www.loc.gov/loc/legacy/librs.html Архивная копия от 4 февраля 2011 на Wayback Machine Retrieved March 15, 2020
11. ↑  Library of Congress. Дата обращения: 20 ноября 2014. Архивировано 4 февраля 2011 года.
12. ↑  Recio, Maria (31 октября 2015). Librarian of Congress Gets a Due Date. McClatchy DC. Архивировано 2 февраля 2021. Дата обращения: 19 марта 2016.
13. 1 2  Librarians of Congress. Jefferson's Legacy: A Brief History of the Library of Congress. loc.gov. Дата обращения: 19 марта 2016. Архивировано 4 февраля 2011 года.
14. ↑  Congressional Bill; 114 Bill Profile S.2162- An Act To establish a 10-year term for the service of the Librarian of Congress. Sponsor: Roy Blunt and Charles Schumer. November 5, 2015. Public law 114-86.
15. ↑  Public Law 114-86. Congress.gov. GPO (5 ноября 2015). Дата обращения: 19 марта 2016. Архивировано 9 октября 2020 года.
16. ↑  McGlone, Peggy (31 марта 2015). America's 'national library' is lacking in leadership, yet another report finds. Washington Post. Архивировано 11 октября 2020. Дата обращения: 19 марта 2016.
17. ↑  Vitz, Carl (1945). Re: Librarian of Congress. ALA Bulletin. 39 (2): 62.
18. ↑  Congressional Bill; 101 Bill Profile H.R. 1255- Appointment of the Librarian of Congress. Sponsor: Major Owens (D- NY). March 02, 1989, Congress Session 101-1.